# Суец
 За административната област вижте Суец (област).  
Суец (на арабски: السويس) е град в Североизточен Египет, административен център на област (мухафаза) Суец. Разположен е в северния край на Суецкия залив на Червено море и в южния край на Суецкия канал. Населението му е близо 480 000 души. Градът се заражда през 7 в., но значението му нараства с построяването на едноименния канал. По време на въоръжените сблъсъци между израелски и египетски войски през 60-те и 70-те години на 20 в. градът е разрушен и се възстановява след отварянето на важния морски път – Суецкия канал.
В града има нефтопреработвателни предприятия, за цимент, азотни торове, амбалажна хартия, изкуствена коприна, рибни консерви и т.н.